# Probenvorbereitung (Massenspektrometrie)
Die massenspektrometrische Probenvorbereitung dient der Optimierung einer Probe für die Analyse in einem Massenspektrometer.
Diese haben, je nach Ionisationsverfahren, unterschiedliche Anforderungen an Volumen, Konzentration und Zusammensetzung der Analyt-Lösung.

## MALDI
Für die MALDI-Massenspektrometrie wird klassischerweise die Probe mit einer Matrixlösung versetzt und auf das Target aufgebracht. Dort kristallisiert die Matrix mit der Probe zusammen aus und die Analytmoleküle werden durch die gepulste Laserbestrahlung in die Gasphase überführt.
Der Salzgehalt der Probe ist dabei nicht so kritisch wie etwa bei der Elektrospray-Ionisation (=ESI), es kann jedoch zu Störsignalen durch Nebenreaktionen der Matrix mit z. B. Alkalimetall-Ionen kommen, die die Auswertbarkeit der Spektren beeinträchtigen. Eine gesonderter Entsalzungsschritt ist trotzdem meist nicht notwendig, da durch entsprechende Auswahl der Puffersalze in den vorgeschalteten Schritten der Probenvorbereitung z. B. der In-Gel-Verdau von Proteinen für die Proteinidentifikation mittels Peptidmassenfingerprint, die Verwendung von Alkalimetallsalzen vermieden werden kann. Des Weiteren können das Waschen der kristallisierten Matrix/Analytmischung auf dem Target oder der Zusatz von Ammoniumphosphat zu der Matrix/Analytlösung die Signalqualität verbessern.

## ESI
Die Elektrospray-Ionisation stellt aufgrund des Ionisationsprinzips höhere Anforderungen an die Eigenschaften der Probe. So verhindert das Volumen der Nadel, die bei Off-Line-Messungen (d. h. die Probe wird nicht über die Kopplung an eine Flüssigchromatographie ins Massenspektrometer eingebracht) verwendet wird, größere Probenvolumina. Die im Vergleich zur MALDI höhere Nachweisgrenze verlangt also meist eine Konzentrierung der Probe.
Das Verdampfen des Lösungsmittels während des Sprays stellt hohe Ansprüche an die Salzfreiheit der Probenlösung, da ansonsten die Salze mit der kontinuierlichen Verringerung des Volumens in Spray oder Nadel beginnen zu Kristallisieren und somit eine erfolgreiche Messung unmöglich machen.
Eine wichtige Anwendung von ESI-MS-Geräten ist der Bereich der Proteomik. Hierbei wird das Massenspektrometer für die Identifikation und Größenbestimmung von Proteinen eingesetzt. Die Identifikation der Proteinproben kann bei ESI-Messungen über De-Novo-Peptidsequenzierung oder Peptidmassenfingerprint erfolgen. Beide Methoden setzen einen vorherigen Verdau des Proteins in Peptide voraus, der meistens enzymatisch mit Hilfe von Proteasen erfolgt. Sowohl beim Verdau in Lösung als auch beim In-Gel-Verdau werden gepufferte Lösungen benötigt, deren Salzgehalt und Volumen zu hoch und deren Analytgehalt für die ESI-Messung zu niedrig ist. Deshalb wird vor der Messung ein kombinierter Entsalzungs- und Konzentrierungsschritt durchgeführt. Üblicherweise wird hierfür eine Umkehrphasen-Flüssigkeitschromatographie (RP-LC) verwendet, bei der die Peptide an die Chromatographiematrix gebunden, die Salze jedoch durch Waschen entfernt werden können. Die Elution der gebundenen Peptide kann mit einem kleinen Volumen organischen Lösungsmittels erfolgen. Bei der LC/MS-Kopplung wird die Entsalzung/Konzentrierung meist mit einer Vorsäule realisiert, für Off-Line Messungen werden RP-Mikrosäulen verwendet, die direkt auf Mikroliterpipetten aufgesteckt werden können. Die Elution erfolgt hierbei mit der Spraylösung, die einen entsprechend hohen Anteil an organischen Lösungsmitteln enthält. Die mit dem angereicherten Analyten versehene Spraylösung kann dann direkt in die Spraykapillare und damit ins Massenspektrometer überführt werden kann.